# مسافر (فیلم ۱۳۵۳ کیارستمی)
مسافر فیلمی ایرانی به کارگردانی عباس کیارستمی محصول سال ۱۳۵۳ است.

## داستان
قاسم جولائی (حسن دارابی)، دانش آموزی حدوداً ده‌ساله، شیفتهٔ فوتبال و اهل ملایر است. او به رغم اعتراض‌های مادرش پیوسته به بازی فوتبال در کوچه می‌پردازد، دیر به کلاس درس می‌رسد، مدام دربارهٔ فوتبال صحبت می‌کند و به قدری شیفته این بازی است که تصمیم می‌گیرد به تهران رفته و بازی تیم محبوبش (پرسپولیس) را در ورزشگاه تماشا کند. برای عملی کردن منظورش به سی تومان پول سفر احتیاج دارد و برای تأمین آن اندوختهٔ ناچیز مادرش را می‌دزدد، با کمک دوستش (با بازی مسعود زند بگله) بچه‌های دبستانی را فریب می‌دهد و در ازای پنج ریال با یک دوربین قراضه عکس‌های قلابی از آنها می‌گیرد، و سرانجام توپ و دروازه‌های تیم محله شان را می‌فروشد و شبانه و به تنهایی به تهران می‌رود و خود را به ورزشگاه امجدیه می‌رساند. سه ساعت به وقت مسابقه باقی مانده‌است. او که تمام شب را در اتوبوس بیدار بیدار بوده و خسته است، بنابراین به جایی دیگر برای استراحت رفته در سایه درختی به خواب فرومی‌رود. در خواب کابوس می‌بیند: در مدرسه او را به جرم تقلب تنبیه می‌کنند، و دانش آموزانی که او را دنبال کرده و گرفته‌اند با هو و جنجال به تماشای صحنهٔ فلک شدن او می‌ایستند. قاسم آشفته از خواب بیدار می‌شود و می‌بیند که چندین ساعت گذشته‌است و وقتی به محل برگزاری بازی برمی گردد، مشاهده می‌کند که مسابقه تمام شده‌است و او موفق به تماشای بازی نشده‌است و ورزشگاه را خالی از تماشاچی است.

## جوایز
- جایزه ویژه هیئت داوران نهمین جشنواره بین‌المللی فیلم کودکان و نوجوانان تهران ۱۹۷۴
- جایزه تلویزیون ملی ایران در نهمین جشنواره بین‌المللی فیلم کودکان و نوجوانان تهران ۱۹۷۴